# Campionato italiano di hockey su ghiaccio 1957-1958
Il Campionato italiano di hockey su ghiaccio 1957-58 fu la 24ª edizione del campionato nazionale.

## Serie A
Il torneo si apre con la rinuncia del Torino a partecipare al campionato di Serie A e che si iscrive invece alla serie cadetta. Il suo posto viene preso dall'Ortisei, retrocesso al termine della scorsa stagione, grazie anche al sostegno dell'Azienda di Soggiorno e Turismo locale. Per riscattare il precedente campionato la squadra viene affidata al giocatore-allenatore Bob McNeil prelevato dalla formazione inglese del Brighton. Dalla serie cadetta sale inoltre lo Scoiattoli Bolzano

### Formula
La formula del campionato rimane invariata rispetto alla stagione precedente.

### Formazioni
Rimangono sei le squadre iscritte, con la neopromossa Scoiattoli Bolzano che sostituisce l'HC Torino che decide di non iscriversi alla serie A. Le altre squadre iscritte sono HC Milan Inter, SG Cortina, HC Bolzano, HC Auronzo ed Ortisei.

### Campionato
Nel derby d'andata tra HC Bolzano e Scoiattoli Bolzano, finito 12-2, a sette minuti dal termine, da uno scontro di gioco tra Giorgio Zerbetto e Claudio Battisti, ne scaturisce una rissa che a fatica viene sedata dalle forze dell'ordine. A farne le spese sono Giorgio Zerbetto, finito all'ospedale e il portiere Danilo Scienza espulso dall'arbitro Renato Besostri. Riunito in seduta straordinaria il Consiglio Direttivo degli Scoiattoli Bolzano, in attesa delle decisioni federali, decide di mettere fuori il portiere Danilo Scienza, che nei giorni successivi verrà squalificato dalla FISG a tempo indeterminato, condannando anche i comportamenti di Giuliano Frigo e di Giorgio Zerbetto. A distanza di un mese la Federazione non omologa il risultato e comunica che la suddetta gara deve essere ripetuta.

#### Classifica finale
La stagione è dominata dal Milan Inter che termina il torneo a punteggio pieno. Chiude l'Ortisei a zero punti per la seconda stagione consecutiva.
La squadra gardenese nello spareggio promozione contro l'Amatori Milano, vincitrice del torneo cadetto, supera i meneghini per 5-1 acquisendo il diritto di disputare il campionato di Serie A 1958-59.
 L'Hockey Club Milan Inter vince il suo primo (ed unico) scudetto.

Formazione Campione d'Italia: Portieri: Vittorio Bolla e Paolo Marchi. Difensori: Igino Larese Fece – Gerry Watson - Mario Bedogni - Salvatore Guccione - Giancarlo Bucchetti - Attaccanti: Giancarlo Agazzi - Ernesto Crotti - Alfredo Coletti – Aldo De Zordo – Tito Mazza – Gianpiero Branduardi - Gilberto Nardi.